# Histoire de la rubanerie cominoise
 (janvier 2023).
Si vous disposez d'ouvrages ou d'articles de référence ou si vous connaissez des sites web de qualité traitant du thème abordé ici, merci de compléter l'article en donnant les références utiles à sa vérifiabilité et en les liant à la section « Notes et références ».
L'histoire de la rubanerie cominoise est celle de l'industrie du ruban à Comines (France) et Comines (Belgique), ville franco-belge à la frontière des deux pays, partagée en deux par la Lys. Elle vit son plein essor à la fin du XIXe siècle et à son apogée en 1914. L'origine locale du tissage d'étoffes étroites remonte au XIIIe siècle à la suite d'une ordonnance de Charles V le Sage. L'importance de l'industrie textile, et en particulier de l'industrie rubanière, vaudra à Comines le surnom de « Capitale Mondiale du Ruban Utilitaire »,. Dans le même temps, Saint-Étienne devient capitale mondiale du ruban en se spécialisant dans les rubans de soie, décoratifs et de mode.

## Facteurs de développement
Comines hérite d'une tradition manufacturière qui remonte au Moyen-Âge. Dès 1375, elle est considérée comme importante en commerce et manufacture de draperie et petites étoffes. En effet, la production d'étoffe étroite intègre la tradition locale dès 1367 à la suite d'une ordonnance de Charles V le Sage qui empêche la ville de continuer la production de drap et la restreint à des étoffes de moins de 33cm de large. Vers le milieu du XVIe siècle, des manufactures de rubans et de velours sont en fonction dans le quartier du Fort de la ville. Il faut cependant attendre 1719 pour parvenir à estimer l'importance exacte de cette production. La tradition textile locale et l'un des principaux facteurs du développement rubanier du XVIIIe siècle.

### Conjoncture favorable
L'essor textile du XVIIIe siècle est dû à des manufacturier étrangers tels que Philippe Jacques Hovyn (originaire d'Ypres) ou Jean Van Popellen (originaire d'Anvers) qui viennent profiter d'une conjoncture fiscale et économique très favorable. Le poids de la concurrence textile exercée en Flandre Autrichienne est un premier élément de cet conjoncture. Les débouchés immédiats vers le royaume de France aussi. De plus, Philippe Hovyn parviendra à obtenir une exemption des droits de douane ainsi que des impôts sur sa famille qui renforcera l'attractivité commerciale de la partie française de Comines.
D'autres raisons sont à trouver dans une spécificité qui découle des traités d'Utrecht. Bien que les deux Comines soient séparées par la Lys, des facilités d'administrations et de circulation des produits ont toujours lieu. Les deux villes resteront en réalité gérées comme une seule jusqu'à la Révolution française. C'est également un emplacement central du commerce du lin puisque la ville est située sur la Lys où le rouissage est pratiqué depuis des siècles. Des échantillons de rubans fabriqués vers 1730 à Comines comportent un mélange de fils de lin cru et de fils de laine teints.

## De la manufacture aux industries modernes
Le mot rubanerie apparait pour la première fois en 1681 à Comines pour décrire son activité textile. C'est à cette époque que l'introduction des premiers métiers à barre amène la ville dans une production préindustrielle qui encouragera des manufacturiers à s'installer.

### Les premières manufactures pré-industrielles
Le 10 mars 1719, Philippe Hovyn, marchand de lin et manufacturier à Ypres, choisit d'installer une manufacture à Comines, qui se concentre sur la fabrication de linge de table, de toiles de lin étroites et d'étoffes mélangées de coton. Quelques années après l'installation de la manufacture de Philippe Hovyn, on dénombre 35 métiers à tisser le ruban sur le sol cominois. La fabrication de ruban sera dominée par la famille Hovyn jusqu'à la moitié du XVIIIe siècle et laisse place à l'installation de concurrents. Dès 1733, la production cominoise de ruban est équivalente à la production auvergnate d'Ambert sur le marché français, derrière la production de Saint-Étienne.
L'arrivée de la première rubanerie transforme le cycle économique textile local. Cependant, le tissage s'effectue toujours au domicile du rubanier, comme pratiqué au Moyen-Âge. Le microcosme textile cominois possède tous les corps de métiers nécessaires à la production de ruban : producteur de lin, teinturier, ourdisseur, tisserand, rubanier. Les enfants, dès l'âge de neuf ans, participaient également à certaines tâches comme celles de dévider le ruban. Ils portaient le nom d'épeuleux. Des rangées d'habitations rubanières se sont construites, au XVIIIe siècle aux abords de la fabrique principale afin de pouvoir facilement y livrer les bobines de ruban.
Dès 1770, plusieurs noms importants des futures industries rubanières prennent pieds à Comines : Schoutteten, Thilleur, Catteau, Janssens, Demuytter, etc. En 1788, ce sont 15 rubaneries qui occupent 220 rubaniers autour desquels plus de 300 autres ouvriers gravitent. C'est cette fois la famille Thilleur qui domine la production rubanière cominoise. Ces entreprises deviendront au XIXe siècle les rubaneries Lauwick et Catteau, parmi les plus importantes alors.

### L'industrialisation
La Révolution française et la période qui suivra réduit la quantité de fabriques au nombre de 8 exploitant 200 métiers à tisser. Le plus important recul s'observe entre 1808 et 1814. La révolution industrielle transforme l'organisation des rubaneries, jusqu'alors familiales et concentrées autour de manufactures modestes. Après la révolution belge, la main d'œuvre afflue au point qu'un rapport de 1836 du conseil municipal affiche qu'un tiers de la population (alors estimée à 5316 habitants) exerce des activités rubanières. La mécanisation des métiers et l'introduction de chaudière à vapeur pour les actionner débute dès 1852. Les entreprises Lauwick obtiennent d'ailleurs la médaille d'argent lors de l'Exposition universelle de 1862. Le développement industriel augmente les besoins en main d'œuvre qui s'installe à Comines, de part et d'autre de la Lys.
En 1874, Henri Lauwick installe sa nouvelle industrie de six rangées de 15 métiers. Cependant, ces premiers regroupements de métiers à tisser suscitent des tensions sociales de la part des ouvriers ainsi que d'autres manufacturiers. Pourtant, les autres usines se modernisent également en important des métiers de fabrication allemande.
Avant la guerre, en 1914, les rubaneries cominoises faisaient tourner 3500 métiers produisant ensemble 400 millions de mètres de ruban par an, employant un total de 2500 personnes.

### La Première Guerre mondiale
Dès le 4 août 1914, les usines cessent de fonctionner par manque de main-d'œuvre mobilisée. Le 4 octobre, les Allemands occupaient Comines et y cantonnèrent. Dans presque toutes les usines, les métiers sont démontés, endommagés ou détruits et les stocks sont réquisitionnés pour les besoins de l'occupant. L'usine Gallant, transformée en dortoir, fut notamment occupée par un régiment bavarois auquel appartenait Adolf Hitler. La rubanerie Schoutteten était entourée de barbelés et transformée en prison, hébergeant des soldats russes. Les cheminées des usines sont ciblées par l'artillerie anglaise et l'état de ruine est total après l'évacuation de 1917 et la campagne de bombardement.
Durant la guerre, de nombreux rubaniers n'étaient pas mobilisables et se réfugièrent en France pour continuer à travailler. C'est le cas d'Albert Gallant qui se rendra à Bernay où se trouvait une rubanerie (Masselin). Après la guerre, les établissements Gallant déménageront de Comines pour s'installer en Normandie, en collaboration avec la famille Masselin. Un autre cas notable est celui de Louis Masson qui s'inspirera des modèles de métier à tisser allemands employés durant son exil afin de construire ses propres modèles à son retour après la guerre.
Cette période d'arrêt permettra également aux rubaneries de Saint-Étienne de se réorienter sur la production de ruban-coton car la rubanerie de luxe était paralysée.

### Reconstruction
La reprise des activités est complexe car la plupart des anciens patrons avaient disparu, soit décédés, soit employés ailleurs. Durant la reconstruction, les usines eurent droit à des métiers modernes, provenant d'Allemagne, comme dommage de guerre défini par le traité de Versailles. Il faudra toutefois attendre jusque 1929 pour que l'activité rubanière retrouve son niveau de production d'avant la guerre. La maison Masson & Cie, de Louis Masson, devient également un important constructeur de métier à tisser et innovateur local. Enfin, en 1940, le succès de la fermeture à glissière se propage jusqu'à Comines où naît la marque « fermeture éclair » dans la rubanerie Bonduel (aujourd'hui Eclair-Prym).

### Après 1940
Contrairement à la Première Guerre mondiale, l'Allemagne nazie ne s'intéresse pas à la rubanerie cominoise. Le fonctionnement des métiers n'est pas interrompu. Quelques usines subissent de lourds dégâts lors de bombardements stratégiques. Après la libération, la clientèle change et les besoins rubaniers aussi. L'essor de la fermeture éclair est conséquent à Comines puisque plusieurs rubaneries se spécialisent dans leur confection. La région cominoise fera partie des plus importants exportateurs de fermetures à glissières, au point que la marque Éclair passe dans le langage courant. Il est également à noter que la majorité des rubaneries extérieurs à la région cominoise ferment progressivement, ne laissant qu'un noyau industriel dans ce domaine qu'à Comines. Aujourd'hui, plusieurs industries cominoises ont délocalisé leurs activités dans d'autres régions du monde, mais il reste toujours sept rubaneries en activité.
Dans les années 70, la modernisation technique des machines rend les anciens métiers à bois obsolètes. Les industriels entament la transition et commencent à jeter les anciens métiers. Simon Vanhée, rubanier à Comines France, fait des démarches afin de préserver ceux-ci. Son projet de musée est refusé du côté français et sera accepté côté belge, à l'emplacement d'une ancienne rubanerie détruite durant la Première Guerre mondiale.

## Évolution technique du métier à ruban
Au Moyen-âge, bien que la draperie domine l'activité textile flamande, Comines représentait une particularité découlant d'une ordonnance du XIIIe siècle limitant la production d'étoffe à une largeur maximale de 33cm. Les besoins techniques pour tisser le ruban sont similaires : un bâti pour tendre les fils de chaîne, deux cadres de lisses (languette à œillet pour insérer le fil de chaîne), une navette textile pour passer le fil de trame et un peigne pour tasser la trame contre le tissu. Ces métiers à tisser domestique se trouvaient dans les foyer et étaient de moindre dimension que les métiers prévus pour le drap.
Vers 1580, un nouveau type de métier à tisser le ruban voit le jour et permet de démultiplier le nombre d'étoffes tissées simultanément. Son inventeur, de Dantzig, fit face à la colère des rubaniers qui détruisirent les premiers modèles par crainte de perte d'emploi. Cette destruction de métier s'observera ultérieurement dans d'autres révolutions techniques et industrielles du métier à tisser. Ces métiers à tisser sont dits à barre ou hollandais (dans le nord de l'Europe) ou à la zurichoise (dans la région lyonnaise). C'est ce modèle qu'importera Philippe Hovyn en 1719 dont un exemplaire est encore visible au sein de l'Hôtel de ville de Comines et une reproduction fonctionnelle au Musée de la Rubanerie Cominoise. Ces métiers resteront favorisés jusqu'à la construction de métiers actionnés à la vapeur après 1860. Ces nouveaux modèles s'inspireront des métiers à filer le lin anglais, importés sur le territoire dès 1834.
La mécanisation du métier à barre était la première étape de l'industrialisation. La barre permettait d'actionner un arbre duquel découlait l'ensemble des jeux de poulie L'essentiel consistait donc à relier les différents arbres à une transmission connectée à l'axe entrainé par la machine à vapeur. Cependant, ces métiers ne pouvaient pas fonctionner plus rapidement puisqu'ils étaient conçus pour tourner au rythme de 60 tours par minute. Les premières pompe à feu seront installées dans les industries Van Elslande en 1821, mais il faudra attendre 1844 pour leur généralisation. De nouveaux types de métiers remplaceront progressivement ces anciens métiers afin de répondre à deux problématique : la cadence de production et la qualité du tissage. En effet, jusque-là, le serrage (ou duitage) du ruban était obtenu par un long tâtonnement des poids, tendant l'étoffe par l'arrière. Les nouveaux modèles de métiers esquivent cette étape en tendant le ruban par l'avant au travers de deux rouleaux lourds remplaçant les poids. Ce modèle se perpétuera au travers de petits perfectionnements progressifs pendant l'essentiel du XXe siècle jusqu'aux révolutions techniques des années 70.
Parallèlement à la mécanisation des bâtis, différentes techniques d'entrecroisement sont exploitées. Les métiers à cadres multiples permettent la production de motifs d'armure plus complexes. Dans le cas de motifs picturaux précis, les premiers métiers mécaniques employaient encore des tireurs de laques dont la fonction consistait à soulever manuellement les fils de chaîne en fonction du motif millimétré planifié par le rubanier. Cette fonction sera remplacée par la mécanique jacquard inventée par Joseph Marie Jacquard qui permettra d'encoder chaque ligne et couleur du motif sur un carton troué. Ces métiers jacquard étaient rares à Comines au XIXe siècle et ne connaîtront leur essor que durant le XXe siècle pour la réalisation de rubans utilitaires comme des étiquettes textiles ou rubans siglés d'une marque.

## Vie des rubaniers

### Rubaniers à domicile
Avant que l'industrie textile concentre toute l'activité ouvrière, celle-ci se composait d'artisans à domiciles qui habitaient à proximité immédiate des fabriques. Les principales manufacturiers (Thilleur, Podevin ou Hovyn) sont considérés comme marchands-fabricants. Ce terme désigne ceux qui occupent au minimum une douzaine d'ouvriers, dépassant l'organisation du travail artisanal. Ils possèdent ou achètent les matières premières qu'ils redistribuent aux ouvriers manufacturiers à qui ils confient un ou plusieurs métiers à tisser domestiques. Ils commercialisent ensuite eux-mêmes leurs produits. Aux côtés de ces fabriques se trouvent de nombreux petits artisans qui possèdent leur propre métier à tisser et travaillent avec quelques ouvriers au sein d'ateliers familiaux. Cependant, ils ne commercialisent pas directement leurs produits et passent par l'intermédiaire de marchands Lillois et Armentièrois. Enfin, il reste à cela une quantité non-négligeable de fabricants ruraux dont la portée de la production ne dépasse que rarement le territoire cominois.

### Vie ouvrière
En 1788, Comines comptait 220 ouvriers au sein de 15 manufactures de ruban. Dès 1867, ce chiffre grimpe à plus de 1000 ouvriers. Après 1900, il dépasse les 2000 ouvriers.
Beaucoup d'ouvriers cominois sont Belges et traversent la frontière pour exercer dans les industries situées en France. Quelques rubaneries s'implanteront en Belgique au début du XXe siècle. La majorité resteront côté français.
Le temps du travail était de 12heures et les rubaniers s'éclairaient à la bougie jusqu'à l'installation d'éclairage à gaz vers 1870. Les risques d'incendie étaient importants. La modernisation des équipements de travaille s'effectue aux frais des rubaniers par la retenue sur leur revenu. Des amendes étaient également imposées en cas de défaut dans le ruban ou tout manquement aux règlements de l'usine. Cette caisse d'amende était redistribuée une fois par an à l'occasion de fêtes corporatives localement appelée Pierrot. Un travail régulier donnait tout juste les moyens de vivre, bien que les salaires augmentent de 1847 à 1852. Le travail des enfants était souvent une nécessité.
Dès l'âge de 9 ans, les enfants prenaient part au travail, le plus souvent en tant qu'épeuleur. Ces apprentis, souvent considérés comme souffre-douleur du rubanier, inspirèrent de nombreuses comptines ainsi que le personnage du Marmouset appartenant au folklore local. Sous-payés, ils doivent attendre leur 18 ans avant de pouvoir recevoir le plein tarif. Plus tard, l'introduction de bobinoirs mécaniques fit une petite révolution pour ces emplois d'apprentis.
Les premières grèves eurent lieu en 1894 et 1897 et trouvaient leur origine dans le remaniement des tarifs chez Gallant, l'une des principales entreprise locale, à la suite de la modernisation des métiers et outils. De nouvelles grèves ont lieu à partir de 1900, à la suite de la promulgation de la loi réduisant le temps de travail maximal à 10h par jour. Elles perdurent jusqu'à l'application de la loi en 1903. Les conditions de travail évoluent favorablement ensuite.

### Fête traditionnelle des rubaniers
Par tradition, la fête traditionnelle de la corporation rubanière est la Sainte Catherine. À la différence de Sainte Anne, patronne des tisserands, les rubaniers préférèrent Catherine d'Alexandrie dont le patronage portait sur les lingères et couturières. Dès le samedi, précédant la fête, l'épeuleux souhaitait la bonne fête à son maître-rubanier en lui offrant une pipe et du tabac. Pour lui montrer son dévouement, il nettoyait les métiers de fond en comble, en échange de quoi il recevait son dimanche et quelques sous. Les rubaniers allaient souhaiter la bonne fête à leur patron le dimanche. une grande table était dressée avec de la bière et un repas (nommé Pierrot) et c'est à cette occasion que la boîte à amendes est ouverte et redistribuée. Les lundis et mardis étaient des jours fériés et on organisait dans les cabarets de l'entité la ducasse à Pierrot. Cette tradition est encore préservée de nos jours au sein de la Confrérie des Maîtres Rubaniers.

### Costumes et sobriquets
La tenue du rubanier fait aujourd'hui partie du folklore, mais tire ses origines d'une véritable tenue de travail. Le gilet à manche, recouvert par un tablier de jardinier bleu, représente cette tenue. Le rubanier doit se pencher sur les métiers afin de les réparer et le tablier protège ses vêtements. Au travail, ils étaient également chaussés de sabots de bois. On les surnommait les bleus ventres ou bleus vintes.

### Organisation du travail rubanier
De nombreux métiers annexes gravitent autour de celui du rubanier, car la réalisation d'un ruban nécessité plusieurs étapes. Au début du XXe siècle, pour le bon fonctionnement d'une fabrique de 100 métiers à tisser, il fallait 80 ouvriers dont 25 rubaniers.
La première étape est la préparation qui commence par les bobineuses transférant les fils de l'écheveau vers les bobines qui contiennent le fil de trame. A ceci se rajoute le travail des ourdisseurs qui assurent la confection de la chaîne. En cas de mauvais travail préparatoire, tel qu'un fil croisé, le ruban sera défectueux et la bobine est à remplacer - ou pire, l'ensemble du fil de chaîne. Une autre étape préparatoire est l'encollage qui consiste à rigidifier le fil avec un apprêt. L'ensemble de ces étapes est supervisée par le contremaître de préparation, aussi appelé rentreur. Ensuite, le monteur intervient afin de mettre en place les différents éléments nécessaires au bon fonctionnement du métier à tisser. Il agit aux côtés du rentreur qui insère chaque fils de chaîne au sein des lisses. Il est parfois épaulé d'un jeune apprenti nommé avanceur de fils qui assure de lui tendre les bons fils successivement.
Le métier à tisser peut se mettre en fonction sous la surveillance du rubanier qui garnit les navettes vides et répare les fils de chaîne qui cassent. Lorsqu'un métier à tisser arrive au terme de sa chaîne, un noueur intervient afin de le relier à une nouvelle chaîne. Ceci permet aux métiers d'être le moins fréquemment à l'arrêt car la rémunération se fait à la quantité produite et à la qualité du ruban.
Le ruban brut s'accumule dans un bac et l'étape de finissage débute. Afin de mesurer le ruban, et donc la paie, le mesureur enroule celui-ci sur un mètre-lame, rouleau en bois dont la circonférence fait un mètre. Les dévideuses interviennent en vue du chignolage des rubans. Les éventuels nœuds de rubans sont alors défaits afin que les couturières les cousent ensemble. Le chignoleur met ensuite les rubans sur de grande bobines pouvant contenir 6000 mètres. Dans le cas de plus petites quantités, ce sont les plieuses qui conditionnent le ruban sur un carton. Dans certains cas, les encolleurs renforcent les rubans en les trempant dans de l'amidon, cela concerne surtout les sangles devant résister à de fortes tensions.